# あろひろし
あろ ひろし（1959年5月15日 - ）は、東京都出身の日本の漫画家、同人活動家。
東京都立小岩高等学校およびデザイン学校を卒業、自画像は眼鏡をかけたワニで、初期の作品群『アリゲーター』シリーズの主人公としても使用されている。

## 経歴
20歳の時に初めて漫画家を志し、絵を描き始める。1980年、『スタートラブルスペコマE-1』で第13回赤塚賞に準入選する。デビュー後、秋本治のアシスタントを1年半務める。
独立後は人気が伸び悩み、加藤唯史のアシスタントとなる。桂正和の代原として『とっても少年探検隊』でタッチを変えて復活し、『月刊少年ジャンプ』に移行して『優&魅衣』の連載を開始。「スタヂオぱらのい屋」開設後は、集英社を含む複数の出版社で作品を発表しつつ、今日に至る。
1995-1996年頃、『ヤングアニマル』（白泉社）での代理原稿掲載時にばたぁ健（ばたぁけん）、片今羅人（かたいまらひと）といった別名義を使用したことがある。

## 作風
上記以外の代表作として『ふたば君チェンジ♡』『ハンター・キャッツ』などが挙げられる。また、ライトノベル『魔獣戦士ルナ・ヴァルガー』（秋津透著）の挿絵も第9巻まで担当している。
作風としてはSF色の強いギャグ漫画が持ち味だが、シニカルでブラックな笑いや、ほのぼのとしたユーモアなどバラエティに富む作品が多い。『優&魅衣』の完結と共に「ギャグ漫画家」を卒業し「ギャグも描く漫画家」となったと宣言し、以降はシリアスなSFやホラーなども積極的に手がけるようになる。強い影響を受けた作家として、星新一の名を挙げている。
自らを「比較的短い作品」向きのタイプと評し、それを裏付けるように読み切り作品の発表が多く、連載も長く続くことは比較的少ない。連載期間の最長記録は、長らく『ふたば君チェンジ♡』の6年4ヶ月であったが、『ボクの社長サマ』の連載が8年10ヶ月続いた事によって更新された。
執筆の際は、ネームを作らずに白紙に直接描き進めていくため、物語の流れや新登場するキャラクターの設定が当初の予定から大きく変化することがあるという。作者自身が単行本などで直接言及した例として、『若奥さまのア・ブ・ナ・イ趣味』の「加世」、『ソリャナイゼみるきぃライフ』の下着ドロボウ、『桃色物件』の「実輪音子」などが挙げられる。

## 人物
巨漢として知られ、各方面でしばしばネタにされる（自らネタにすることもある）。また師匠の秋本曰く、本名は珍しい名前とのこと。
デビュー当時からコミックマーケットにも積極的に参加しており、第28回コミックマーケットにおいてはカタログの表紙イラストを手がけている。本業の漫画作品に見られる独創的な発想力は、同人活動においても、同人誌の内容はもちろんグッズや販売形態にまでも遺憾なく発揮されている。
現在は、デジタルアーツ東京で講師を務めている。2006年頃に眼の病気を患い、それ以来は片眼に近い状態で漫画を描いている。長らく独身であったが、2007年ごろに結婚した。

## 作品リスト

### 単行本
日付は初版発行日。
なお、芳文社発行の『ボクの社長サマ』『よめヨメかなたさん』『妖こそ!うつつの分校』以外の単行本はすべて既に絶版となっているが、Amazon Kindle、クリーク・アンド・リバー、ビーグリーより電子書籍が再版されているものもある。
- ぶぎ♡うぎアリゲーター（集英社漫画文庫：集英社）1983年12月25日
  - ぶぎ♡うぎアリゲーター（ジャンプコミックスセレクションワイド判：ホーム社・集英社）1990年4月21日（「アリゲーター・シリーズ」7話と短編「おいでませテーラー虻脳丸」「虻脳丸の日び」「ストアー・ウオーズ」収録）
- おみそれ! トラぶりっ娘（ジャンプスーパーコミックス：創美社・集英社）1984年8月15日
  - おみそれ! トラぶりっ娘DX（デラックス）（ジャンプスーパーエース：創美社・集英社）1992年4月15日（表題作全10話と短編「あの娘（こ）は氷点下」「トラブル・セパレーション」「スタートラブル スペコマE-1」「百物語の夜」「小さな行為の物語」「あの霊（こ）とフルタイム」収録）
- とっても少年探検隊（ジャンプスーパーコミックス：創美社・集英社）1985年10月15日（表題作と短編「岡科寮奇談」収録）
  - とっても少年探検隊II[13]（ジャンプスーパーコミックス：創美社・集英社）1993年3月9日
- 優&魅衣（ジャンプ・コミックス：集英社）1986年3月15日 - 1989年2月15日・全8巻
  - 優&魅衣（ジャンプコミックスセレクション：ホーム社・集英社）1995年8月26日 - 1995年12月13日・全5巻
- MORUMO 1/10（少年キャプテンコミックス：徳間書店）1986年9月20日 - 1987年7月20日・全2巻
  - MORUMO 1/10（少年キャプテンコミックススペシャル：徳間書店）1994年10月5日 - 1994年11月10日・全2巻
- TRICK STER（富士見ファンタジアコミックス：富士見書房）1988年10月31日
  - TRICK STER（ドラゴンコミックス：角川書店）1995年3月1日
- 雲界の旅人（アニメージュコミックススペシャル：徳間書店）1989年5月1日
  - 雲界の旅人（少年キャプテンコミックススペシャル：徳間書店）1994年12月20日 - 1995年2月20日・全2巻
  - 雲界の旅人～島の花嫁～（同人誌）2017年10月1日（クラウドファンディング支援で描かれた続編エピソード）
- シェリフ（ジャンプ・コミックス：集英社）1989年10月15日 - 1990年4月15日・全2巻
- ぱらのい屋劇場（ジャンプコミックスデラックス：集英社）1989年11月15日 - 1991年3月15日・全2巻
- 若奥さまのア・ブ・ナ・イ趣味（少年キャプテンコミックススペシャル：徳間書店）1990年6月20日（表題作全5話と「それいけ!奥秩父研究所（全4話）」「マッドサイエンティスト自己採点用紙」収録）
- ふたば君チェンジ♡（ジャンプ・コミックス：集英社）1991年6月15日 - 1997年4月9日・全8巻
- あろひろし作品集（ラポートコミックス：ラポート）
  1. 封印 1991年8月1日（表題作ほか「任侠 妖精伝」「CALLING」、アニメ『プロジェクトA子』のアンソロジーコミックとして発表された作品「女王陛下のA子」「スパルタンB子」「赤ちゃんはC子（トッピ・レディ）がお好き」収録）
  2. たからもの 1993年3月15日（表題作ほか「三獲関係」「まちあわせ」「カーゴシップ・クライシス」「こ・う・そ・く エスパー」「サパータイム」収録）
  3. 恋は芙蘭 1996年1月10日（表題作ほか「モンスター ハンター」「ふぁいなる ふぁんたじぃ」「炎のダルマー」収録）
  4. ぱらのい屋劇場［壱］ 1998年8月25日（表題作1-14話と「ようこそP.E.Tへ!（全18話+1）」収録）
  5. ぱらのい屋劇場［弐］ 1998年10月10日（表題作15-30ほか「漂流会社」「お笑いクエスト 春の陣・冬の陣」「愛のムチ」「ザ・復讐」「わるあ描き」、アニメ「機動戦士ガンダム」のアンソロジーコミックとして発表された作品「整備しちゃうぞ!」収録）
  6. ちょっち お・と・な 1999年2月10日（「なりゆきパフォーマー」「大脱衣」「秘（丸に秘）恋女房」「ハンコください」「下ジモの事情!?」「それぬけ! 星間マッサージ」「ESP少女隊ハイパー3」「硝子の日々」「ぱぁとたいむCHASER」収録）
  7. マジカル☆ヤンキー 2002年12月10日（表題作1-4話ほか「声がでちゃうの」「破局の選択」「握ッテル!?」「年賀嬢」「卒業」「せんぷうき」「超ついてねぇ」「秘（丸に秘）湯～まるひのゆ」収録）
- ハンター・キャッツ（少年キャプテンコミックススペシャル：徳間書店）1993年10月10日 - 1996年11月25日・全5巻
- 無敵英雄エスガイヤー（JETS COMICS：白泉社）1994年9月30日（表題作1話-7話+続編（希望）予告と「恋はちょもらんま」収録）
- ソリャナイゼみるきぃライフ（ノーラコミックス：学習研究社）1997年11月6日
- みがわりアクシデンツ（ヤングジャンプ・コミックス・ウルトラ：集英社）1999年3月24日
- 桃色物件（ピンクハウス）（Kyun Comics：コスミックインターナショナル）2000年1月18日 - 2002年4月1日・全3巻（第1巻のみ表題作第1話-4話ほか「Mr.味一番！」「BOTOMシスター」「保護します♡」「保健の砦」「夜のお惣菜」「天国に一番近いBARBAR」「家庭教師・生徒の実情」収録）
- おっきくなぁれ（Kyun Comics：コスミックインターナショナル）2000年11月1日（「放浪のタン」「大っきくなぁれ!」「ジャイアントチェリー」「爆裂!白雪姫」「ペロペロちょこれいと」「エデンの選択」「強くなれ。」「きしりの館」「うかつの朝」収録）
- みこと日記（ダイアリー）（ジャンプ・コミックス：集英社）2002年3月9日
- 科学の女体盛り（ぶんか社コミックス：ぶんか社）2002年12月10日（表題作全13話ほか「私立コーポぶんか学園 全2話」収録）
- めい探偵網笠栗須!!（まぁるまんコミックス：ぶんか社）2004年5月10日
- ボクの社長サマ（まんがタイムコミックス：芳文社）2006年7月22日 - 2013年2月22日・全6巻
- よめヨメかなたさん（まんがタイムコミックス：芳文社）2010年9月22日 - 2013年1月22日・全3巻
- 妖こそ!うつつの分校（まんがタイムコミックス：芳文社）2013年12月22日 - 2015年9月22日・全3巻
- いにしえや浪漫堂（まんがタイムファミリー（芳文社））2015年1月号 - 2018年5月号・全2巻（ナンバーナインより電子書籍のみ）

### 小説挿絵
- 魔獣戦士ルナ・ヴァルガー（秋津透著。角川スニーカー文庫（角川書店）。全12巻のうち第9巻まで担当）
- ハイパータイマー・ネーナシリーズ（岬兄悟著。富士見ファンタジア文庫（富士見書房）。全2巻のうち第1巻「あやうしDNA」のみ担当）

## 出演
- テレビドラマ『宇宙少女モルモ10分の1』 - 教師
- カセットブック『魔獣戦士ルナ・ヴァルガー2 襲来!海帝鯨（シーカイザー）』 - 海蛮人A
- イメージアルバム『優&魅衣』 - 大家（父）
- イメージアルバム『究極超人あ〜る』収録曲｢春風高校校歌｣より - ｢山本正之＆ゆうきまさみと仲間たち｣の中の一人として

## 関連人物

### 師匠
- 小谷憲一
- 秋本治
- 加藤唯史

### アシスタント
- 落合ひさお
- 猫島礼
- すぎたにコージ

### 知人作家
- 沖由佳雄、毛羽毛現 - 3人でグループを形成している。あろは2人の単行本のゲストページに寄稿している他、『優&魅衣』において沖は一コマだけ出演しており、毛羽毛に至っては主要キャラクターのモデルとなっている。
- 矢野健太郎、サトウ・ユウ（サーガ・ミオノ）、佐藤元 - 上記とは別に4人でグループを形成している。アンソロジーコミック『4Spiritsプラス2』（ラポート）で共筆している他、3人とも『優&魅衣』の単行本のゲストページに寄稿している。
- 帯ひろ志、宮原ナオ、永野護 - 上記の3人同様、『優&魅衣』の単行本のゲストページに寄稿している。また、宮原は『4Spiritsプラス2』にもゲスト参加している。
- とみさわ千夏、うすね正俊 - 2人とも秋本のアシスタント時代の同期である。
- 一本木蛮 - 『優&魅衣』のイメージアルバムに、無頼出真理役として出演している他、『優&魅衣』本編にも一コマだけ登場している。
- みやさかたかし - あろが芳文社の雑誌での仕事をするようになったきっかけを作った[14]。